# Бокаро Стил Сити
Бокаро Стил Сити — город, расположенный в восточной Индии, в штате Джаркханд. Это административный центр района Бокаро. Это один из самых густонаселенных городов в штате Джаркханд. Город всегда был многонациональным и космополитичным.
Город расположен на высоте 210 метров (690 футов) над уровнем моря и имеет площадь 2,883 квадратного километра (1,1 кв. миль). На востоке граничит с районами Дханбад и Пурулия, на западе Рамгарх и Хазарибагх , на севере с районом Гиридих и на юге с Ранчи.
Население более 500 тыс. человек.

## История
Ранее этот регион был известен как Manbhum. Район стал известным в связи с созданием металлургического завода в сотрудничестве с СССР. Позже, город был спланирован и поделен на сектора от 1 до 12 . Каждый сектор делится на подсектора А, B, С, D, Е, F и G. в каждом секторе есть несколько торговых центров, а также детских площадок, школ и зон отдыха и медицинских центров. Весь город спланирован.

## Демография
По переписи населения 2011 года городская агломерация Бокаро Стил Сити являлась 86-й по величине городской агломерацией Индии. Бокаро — космополитичный город с людьми из разных регионов Индии, в городе также живут и работают русские и китайцы.

## Образование
Город привлекает студентов из соседних штатов на учёбу в город.

## Транспорт

### Воздушный
Местный аэропорт используется только чартерными самолетами, ближайший гражданский аэропорт находится в Ранчи, на расстоянии 120 км.

### Железнодорожный
Вокзал обслуживает жителей Бокаро и окружающей горно-промышленной зоны. Поезда идут в Дели и Калькутту.

### Дороги
Город связан с другими частями Индии шоссейными дорогами.